# Igreja invisível
Igreja invisível ou igreja mística, é um conceito teológico cristão de uma Igreja cristã "invisível" de eleitos, que são conhecidos apenas por Deus, em contraste com a "igreja visível" - isto é, o corpo institucional na terra que prega o evangelho e administra os sacramentos. Cada membro da igreja invisível é "salvo"; embora a igreja visível contenha todos os indivíduos que são salvos, também contém alguns que são "não salvos". De acordo com esta visão, passagens bíblicas como Mateus 7:21–27, Mateus 13:24–30, e Mateus 24:29–51, falam sobre esta distinção.

## Histórico
O conceito teológico de igreja invisível surge sobretudo no contexto de movimentos cristãos anti-institucionais que, em vários momentos da história, contestam a formalização e a rigidificação organizacional das estruturas eclesiásticas. Com efeito, não só são vistos como sufocantes da espiritualidade e da espontaneidade da experiência cristã, mas, na lógica das instituições, estas favorecem frequentemente o aspecto quantitativo em detrimento do qualitativo. As instituições têm, portanto, a tendência de atrair, para o seu âmbito, personalidades servis e ambiciosas de poder, alheias à uma experiência genuína de fé. Por outro lado, porém, os movimentos anti-institucionais têm tendência, nas suas aspirações à pureza da fé e da Igreja, a tornarem-se puritanos e sectários, revelando-se assim igualmente opressivos.
É assim que surge entre os donatistas o conceito de igreja invisível, a quem responde Agostinho de Hipona que, na verdade, contesta a legitimidade da sua postura anti-institucional. Segundo os donatistas, de facto, a igreja tem uma dupla dimensão, a igreja visível, inferior e hierarquicamente constituída e a igreja invisível, composta pelos santos fiéis e governada pelo Espírito Santo. O próprio Agostinho, porém, distingue entre o verdadeiro corpo de Cristo, que consiste nos filhos escolhidos de Deus desde a eternidade, e o corpo místico de Cristo, que inclui todos os batizados.
O mesmo se encontra no arianismo, no movimento cátaro, no profetismo de Joaquim de Fiore transposto pela corrente espiritual do franciscanismo, no reformismo de John Wyclif e Jan Hus, em Marsílio de Pádua, chegando ao dualismo eclesiológico entre ecclesia abscondita (espiritualis) e ecclesia universalis.
Este conceito foi posteriormente adotado pela Reforma Protestante como forma de distinguir entre a Igreja Católica "visível" que, segundo os Reformadores, era em grande parte corrupta, e aqueles dentre os quais eram crentes autênticos. Os Reformadores não pretendem que haja duas igrejas separadas, mas duas classes de cristãos na mesma comunhão exterior. A "igreja invisível" está na "igreja visível" como a alma está no corpo ou como a ostra na concha, mas só Deus sabe com certeza quem pertence à igreja invisível e será finalmente salvo. Neste sentido, os seus verdadeiros filhos são invisíveis, isto é, não reconhecíveis com certeza.
Lutero, que adotou abertamente a concepção de Jan Hus na Disputa de Leipzig, aplicou pela primeira vez o termo "invisível" à igreja mencionada no Credo dos Apóstolos. A Confissão de Augsburgo define a Igreja como: "A assembleia de santos (ou crentes) na qual o evangelho é puramente ensinado e os sacramentos são devidamente administrados" (excluindo assim os batistas e os quacres).
A respeito da eclesiologia luterana, Roberta Saracino escreve:
Para compreender a organização eclesiástica luterana é necessário aprofundar a relação entre o ius divinum e o ius humanum. Para isso devemos recorrer ao ensinamento da Reforma, marcado por “uma profunda reflexão jurídica”, expressa pelas 95 teses de Martinho Lutero. A teologia luterana manteve-se nos passos da tradição judaico-cristã, também no que diz respeito à linguagem que utilizou; portanto, o crente, como justificado, faz parte do concilium iustorum, que nem a razão nem a autoridade eclesiástica podem circunscrever, e que constitui a ecclesia abscondita dos verdadeiros fiéis, dependente do poder da palavra divina. É a palavra pregada, viva voce, que se torna o Evangelho que cria a Igreja como criatura Verbi. Nesta ação da Palavra encontram-se duas Igrejas: a verdadeira, invisível dos verdadeiros fiéis e a ainda mista de justos e injustos, corpus permixtum, nas suas igrejas particulares, que falta estruturar de tal forma que a única ação iure divino, a Palavra, possa funcionar. Todo o resto, as estruturas necessárias, a liturgia, o culto, são ius humanum, portanto o campo do direito positivo, que deve materializar-se como lex caritati.
O sistema teológico reformado, no entanto, estende o domínio da igreja invisível ou verdadeira (e a própria possibilidade de salvação) para além dos limites da Igreja visível, sustentando que o Espírito Santo não está ligado aos meios ordinários da graça, mas pode trabalhar e salvar "quando, onde e como ele quiser".
Foi Zwingli quem primeiro introduziu o termo "igreja invisível", significando "visível" a comunidade de todos aqueles que levam o nome de cristãos e "invisíveis", a totalidade dos verdadeiros crentes de cada época. Ele inclui na igreja invisível os pagãos piedosos, todas as crianças que morreram na infância, sejam elas batizadas ou não. Nesta ideia ele antecipa as concepções do liberalismo teológico moderno. Calvino define a distinção mais claramente do que os outros reformadores e ela passa para a Segunda Confissão Helvética, a de Westminster e outras.
Mais tarde foi o pietismo que desenvolveu ainda mais este conceito, distinguindo, no contexto sociológico da igreja, uma "ecclesiola in ecclesia", isto é, fazendo uma distinção entre aqueles que pertencem à igreja apenas por razões sociológicas e formais (igreja visível) e aqueles que foram regenerados espiritualmente pelo Espírito Santo, passaram por uma experiência de conversão e demonstram fé viva e compromisso no caminho do discipulado cristão. Esta mesma distinção é particularmente sentida hoje no movimento evangélico, em oposição às igrejas institucionais ("históricas") que eles vêem como "contaminadas pelo espírito deste mundo" e, portanto, num estado de apostasia.

## Exposição do conceito
O teólogo J. I. Packer escreve:
"[Igreja] invisível não significa que não podemos ver sinais de sua presença, mas que não podemos conhecê-la como Deus a conhece (ver 2 Timóteo 2:19), isto é, qual dos membros batizados e professos da igreja como uma instituição organizada, são regenerados internamente e portanto pertencem à igreja como uma comunhão espiritual de pecadores que amam o seu Salvador. Jesus ensina que na igreja organizada sempre haveria pessoas que se acham cristãs e se fazem passar por cristãs, algumas até tornando-se ministros de culto, mas que nunca foram verdadeiramente renovados em seus corações e que serão, portanto, expostos e rejeitados no dia do julgamento (...) Não é que existam duas igrejas, mas que a comunidade visível sempre contém imitações de cristãos que só Deus sabe que não são autênticos (e que eles próprios saberiam se quisessem)".
A Confissão de Fé de Westminster declara que a igreja "... tem sido ora mais, ora menos visível, e as igrejas particulares, membros dela, são mais ou menos puras de acordo com a extensão em que a doutrina do evangelho é ensinada e aceita, as ordenanças administradas e o culto público celebrado com mais ou menos pureza. As igrejas mais puras debaixo do céu estão sujeitas à contaminação e ao erro, algumas degeneraram a ponto de não serem mais igrejas de Cristo, mas sinagogas de Satanás". Apesar de tudo, porém, "haverá sempre na terra uma igreja para adorar a Deus segundo a sua vontade" (XXV, 4-5).
Isto é, nas ambiguidades e contradições das realidades históricas humanas, sempre existirão cristãos autênticos que, regenerados espiritualmente pelo Espírito Santo, experimentaram uma conversão autêntica a Cristo, acreditam nele, amam-no e obedecem-lhe de bom grado. Estes são aqueles que formam a verdadeira igreja, pessoas de todos os tempos e países, aqueles que Deus escolheu para a salvação desde antes da fundação do mundo. Como a Confissão de Westminster sempre afirma: "A Igreja Católica ou Universal, que é invisível, consta do número total dos eleitos que já foram, dos que agora são e dos que ainda serão reunidos em um só corpo sob Cristo, seu cabeça; ela é a esposa, o corpo, a plenitude daquele que cumpre tudo em todas as coisas. A Igreja Visível, que também é católica ou universal sob o Evangelho (não sendo restrita a uma nação, como antes sob a Lei) consta de todos aqueles que pelo mundo inteiro professam a verdadeira religião, juntamente com seus filhos; é o Reino do Senhor Jesus, a casa e família de Deus, fora da qual não há possibilidade ordinária de salvação" (XXV, 1-2).
Portanto, segundo a teologia protestante, a "igreja perfeita" não existe: sempre haverá pessoas dentro da igreja que professam ser cristãs ou que até ocupam cargos de responsabilidade na igreja mas que, na verdade, o são por motivos espúrios ou pelas razões erradas. Sempre haverá pessoas que afirmam ser cristãs, que acreditam e amam a Cristo, quando na verdade os seus corações estão longe dele. Muitas vezes acontece, que alguns fazem parte da igreja apenas por conveniência social.
O próprio Jesus afirma que no dia do julgamento: "...Nem todo aquele que me diz: 'Senhor, Senhor', entrará no Reino dos céus, mas apenas aquele que faz a vontade de meu Pai que está nos céus. Muitos me dirão naquele dia: 'Senhor, Senhor, não profetizamos nós em teu nome? Em teu nome não expulsamos demônios e não realizamos muitos milagres? Então eu lhes direi claramente: 'Nunca os conheci. Afastem-se de mim vocês, que praticam o mal!" (Mateus 7:21-23). A real condição de seus corações, embora a igreja exerça o discernimento e a disciplina necessária entre seus membros, pode ser muito elusiva e, sem dúvida, invisível. Contudo, não é invisível a Deus, e só ele pode conhecer o cristão autêntico.
Não sabendo com certeza quem são os eleitos, a igreja cristã, segundo o entendimento protestante, deve ser tolerante e generosa no seu discernimento, evitando os extremos do rigorismo disciplinar típico dos grupos sectários, bem como o inclusivismo liberal generalizado que tudo admite e tolera, pensando em "não julgar" e deixar esse julgamento para Deus. Qualquer um desses extremos não estaria em conformidade com o espírito de Cristo e com os ensinamentos do Novo Testamento.
A Segunda Confissão Helvética afirma:
"Por outro lado, nem todos os que são contados no número da Igreja são santos ou membros vivos e verdadeiros da Igreja. Pois há muitos hipócritas que externamente ouvem a palavra de Deus e publicamente recebem os sacramentos, e parecem invocar a Deus somente por meio de Cristo, confessar que Cristo é a sua única justiça, e adorar a Deus e exercer os deveres de caridade e por algum tempo suportar com paciência as desgraças. E, não obstante, interiormente, estão completamente destituídos da verdadeira iluminação do Espírito, de fé e de sinceridade de coração, e de perseverança até o fim. Mas finalmente o caráter destes homens, em sua maior parte, será manifestado. O apóstolo São João diz: “Eles saíram de nosso meio, mas não eram dos nossos; porque, se tivessem sido dos nossos, teriam permanecido conosco” (I João 2.19). Todavia, conquanto simulem piedade, não são da Igreja, ainda que sejam considerados estarem na Igreja, exatamente como os traidores numa república estão incluídos no número de seus cidadãos, antes que sejam descobertos; e, como o joio e a palha se encontram no trigo, e como inchaços e tumores se acham no corpo sadio, quando ao contrário são doenças e deformidades e não genuínos membros do corpo. E assim a Igreja de Deus é muito adequadamente comparada a uma rede que retira peixes de todas as espécies, e a um campo no qual se encontram joio e trigo (Mat 13.24 ss, 47 ss). Consequentemente, devemos ser muito cuidadosos, não julgando antes da hora, nem tentando excluir e rejeitar ou separar aqueles aos quais o Senhor não quer excluídos nem rejeitados, e nem aqueles que não podemos eliminar sem prejuízo para a Igreja. Por outro lado, devemos estar vigilantes para que, enquanto os piedosos ressonam, os ímpios não ganhem terreno e causem mal à Igreja."

## Textos bíblicos de apoio
Alguns textos bíblicos que apoiam este conceito são:
- A Parábola do Trigo e do Joio: Mateus 13:24-30.[17]
- "Eles saíram de nós, mas não eram dos nossos; porque se fossem dos nossos, teriam permanecido conosco; mas isso foi feito para que ficasse claro que nem todos eles são dos nossos. Quanto a vocês, receberam a unção do Santo, e todos vocês têm conhecimento" (1 João 2:19-20).[18]
- "No entanto, o sólido fundamento de Deus permanece firme, trazendo este selo: 'O Senhor conhece os que são dele' e 'Todo aquele que invoca o nome do Senhor aparte-se da iniquidade'" (2 Timóteo 2:19).[19]
- "Mas não é que a palavra de Deus tenha caído por terra; porque nem todos os descendentes de Israel são Israel" (Romanos 9:6).[20]
- "Examinem-se para ver se vocês têm fé; testem-se. Vocês não sabem que Jesus Cristo está em vocês? A menos que o teste seja negativo" (2 Coríntios 13:5).[21]
- "Pois se, depois de terem escapado das corrupções do mundo pelo conhecimento do Senhor e Salvador Jesus Cristo, eles se deixarem enredar novamente nelas e serem vencidos, sua condição final se tornará pior que a primeira. Pois melhor lhes fora não ter conhecido o caminho da justiça, do que depois de o conhecer, desviar-se do santo mandamento que lhes fora dado. Aconteceu-lhes o que diz com verdade o provérbio: 'O cão voltou ao seu vômito', e: 'A porca lavada voltou a rolar na lama'" (2 Pedro 2:20-22).[22]

## Objeções e repropostas
As objeções a esta doutrina vêm essencialmente do catolicismo romano e do cristianismo ortodoxo. Ambas as tradições, de facto, apoiam fortemente a realidade visível, concreta e histórica da Igreja tal como foi fundada e validada por Cristo e continua na sucessão apostólica. Um lado humano e um lado divino são atribuídos conjuntamente a esta igreja. Gozaria da assistência do Espírito Santo e, como tal, nunca falhará (ou seja, pode orgulhar-se de ser indefectível e infalível). Além disso, a Igreja, segundo a doutrina católica e ortodoxa, é portadora do poder santificador dos sacramentos, que são garantia da sua visibilidade e eficácia salvífica, independentemente da maior ou menor dignidade de quem os administra ou recebe. O protestantismo, por outro lado, não considera isso "automático".
A doutrina da igreja invisível foi repetidamente negada no século XX, mesmo por teólogos protestantes como Karl Barth, Klaas Schilder e John Murray, mas continua a ser uma representação precisa, embora impopular, da doutrina protestante clássica, reafirmada, por exemplo, no século XVII por Antonius Walaeus (1573-1639), presente com Giovanni Diodati no Sínodo de Dort, da Universidade de Leiden, em Synopsis Purioris Theologiae, manual de teologia escrito originalmente em 1625, impresso em 5 edições. No século XIX, Herman Bavinck (por volta de 1880) publicou uma nova edição do texto latino com tradução para o holandês. Esta tradução holandesa foi republicada recentemente.

## A igreja invisível entre os adventistas
A teologia da Igreja Adventista do Sétimo Dia apresenta uma aplicação única do conceito de igreja invisível à interpretação profética da passagem apocalíptica das Sete Igrejas da Ásia. Em primeiro lugar, os teólogos adventistas destacam o fato de que na citada passagem do Apocalipse de João, o texto grego usa a palavra ecclesia indicando não os edifícios históricos das igrejas nele mencionadas, mas a comunidade daqueles que foram chamados para fora do mundo para serem o povo santo de Deus. O texto joanino tomaria então a mensagem dirigida a essas sete comunidades da Ásia como ponto de partida, para traçar uma grande descrição simbólica da história de toda a igreja invisível, desde o seu nascimento até ao regresso de Cristo.
Acredita-se que os capítulos 2-3 do Apocalipse contêm uma história simbólica do verdadeiro povo de Deus, independentemente da sua filiação denominacional, dividida em sete períodos, cada um correspondendo a uma fase particular da experiência histórica, social e espiritual dos crentes. Por exemplo, a primeira igreja, a de Éfeso, simbolizaria a experiência dos primeiros cristãos até o século II (Apocalipse 2:1-7). A igreja de Esmirna corresponderia ao grupo de cristãos perseguidos por Diocleciano, como parece aludir o texto do Apocalipse 2:8-11, que fala de uma tribulação de dez dias: a duração global das perseguições de Diocleciano é, de fato, exatamente de dez anos (de 303 a 313, data do Édito de Milão), tendo em conta que no simbolismo da profecia bíblica, um dia profético corresponde a um ano real (ver Ezequiel 4:4-6).
As duas últimas igrejas às quais Cristo se refere, são as de Filadélfia e de Laodiceia. A primeira recebe apenas elogios, enquanto a segunda recebe apenas reprimendas. Portanto, nos últimos tempos da história do mundo (aqueles a partir de 1844, segundo o adventismo), a igreja visível corresponde cada vez mais à descrição de Laodiceia, com suas instituições frias e mornas, hipócritas e orgulhosas (Apocalipse 3:14-22), enquanto a de Filadélfia se "encarna" na ação da Igreja invisível, disposta a morrer por Cristo, anunciando a sua mensagem com coerência, sacrifício e zelo.
As duas igrejas também estão representadas na Parábola das Dez Virgens de Jesus: cinco são tolas, enquanto cinco são prudentes. As primeiras têm uma religião formal e mundana, desprovida do Espírito Santo, as segundas possuem o óleo deste Espírito, ou a virtude do discernimento entre o bem e o mal. O mesmo conceito pode ser encontrado em paralelo com as duas Mulheres do Apocalipse 12 e 17: uma tem a lua sob os pés, brilhando com a luz refletida por Deus, o Sol, guardando a profecia e os mandamentos, a outra está montada em uma besta, representando o poder político, portanto fiel às instituições humanas e não às divinas.
A ação político-religiosa desta igreja visível, agora irreparavelmente corrupta, provocará a perseguição final contra a igreja invisível. A relação entre a igreja visível e a invisível terminará, portanto, com o estabelecimento do reino aparente do Anticristo, habilmente disfarçado dentro da hierarquia da igreja visível, hierarquia que perseguirá o povo de Deus da verdadeira igreja invisível com o apoio dos governos mundiais. Estes serão libertos da grande tribulação final, na segunda vinda de Jesus Cristo, em toda a Sua glória.

## Extensão do conceito
Embora o conceito de "igreja invisível" exclua essencialmente da igreja aqueles que não são considerados "verdadeiros cristãos", tem sido usado por outros para incluir pessoas que não são formalmente membros da igreja. A teologia liberal moderna, sustenta que existem espiritualidades válidas mesmo além das igrejas cristãs propriamente ditas, e além da definição cristã de igreja ou crente. Este parece ser um desenvolvimento adicional da ideia de Zuínglio, de que mesmo entre os pagãos, devido às suas virtudes, existem membros invisíveis da igreja e, portanto, pessoas salvas.
A ideia de "igreja invisível" neste sentido "inclusivo" aparece no pensamento dos teólogos católicos Karl Rahner e Edward Schillebeeckx quando falam em "cristianismo anônimo". A tese de Rahner é que: (1) o Cristianismo é uma religião absoluta; (2) toda religião contém traços de graça; (3) todo homem é um cristão anônimo; (4) a Igreja é a forma histórica para a qual a converge a revelação de Deus em Cristo.